# Бета (служба времени)
Бета — служба сигналов эталонных частот и сигналов точного времени. Создана на базе радиостанций, осуществляющих связь с подводными лодками в диапазоне сверхдлинных волн.

## Радиосеть
Радиосеть включает в себя следующие радиостанции:
| Название                             | Местоположение       | Координаты                       | Год начала эксплуатации |
| ------------------------------------ | -------------------- | -------------------------------- | ----------------------- |
| RJH90 («Голиаф»)                     | Нижний Новгород      | 56°10′10″ с. ш. 43°55′52″ в. д.  | 1952                    |
| RAB99 («Титан»)                      | Хабаровск            | 48°29′08″ с. ш. 134°49′24″ в. д. | 1962                    |
| 43-й узел связи ВМФ России («Антей») | Вилейка (Белоруссия) | 54°27′37″ с. ш. 26°46′45″ в. д.  | 1964                    |
| RJH77 («Геркулес»)                   | Архангельск          | 64°21′36″ с. ш. 41°33′55″ в. д.  | 1970                    |
| RJH86 («Прометей»)                   | Бишкек (Киргизия)    | 43°02′22″ с. ш. 73°36′45″ в. д.  | 1974                    |
| RJH63 («Океан»)                      | Краснодар            | 44°46′25″ с. ш. 39°32′51″ в. д.  | 1986                    |

Передатчики работают на частоте 25 кГц по определённому графику. Дополнительные сигналы синхронизации передаются на частотах 20,5 кГц, 23 кГц, 25,1 кГц и 25,5 кГц. Эти передатчики также используются для передачи кодированной информации.